# Aérodrome de Pontoise-Cormeilles-en-Vexin
Het  Vliegveld Pontoise-Cormeilles-en-Vexin (Frans: Aérodrome de Pontoise-Cormeilles-en-Vexin) is een vliegveld een dertigtal kilometers ten noorden van Parijs, bij de voorstad Pontoise, op het grondgebied van de gemeenten Boissy-l'Aillerie, Cormeilles-en-Vexin en Génicourt. 
Er zijn twee startbanen, waarvan de 05/23 van een nachtlandingsinstallatie (met IFR) voorzien is. Het werd al in 1937 door de Franse luchtmacht in gebruik genomen, en tijdens de Tweede Wereldoorlog door de Luftwaffe als steunpunt gebruikt. Uit die periode dateren nog een aantal gebouwen op het luchthaven areaal. Na de oorlog werd het vliegveld in gebruik genomen als uitwijkhaven voor Orly en Le Bourget. Pogingen om reguliere lijndiensten vanaf deze luchthaven te beginnen zijn nooit echt van de grond gekomen; Aigle Azur heeft het in de jaren 90 geprobeerd, evenals het inmiddels failliete Debonair. Tegenwoordig wordt het vliegveld vooral voor algemene luchtvaart gebruikt; het huisvest enkele vliegclubs en aircraft on demand-bedrijven.

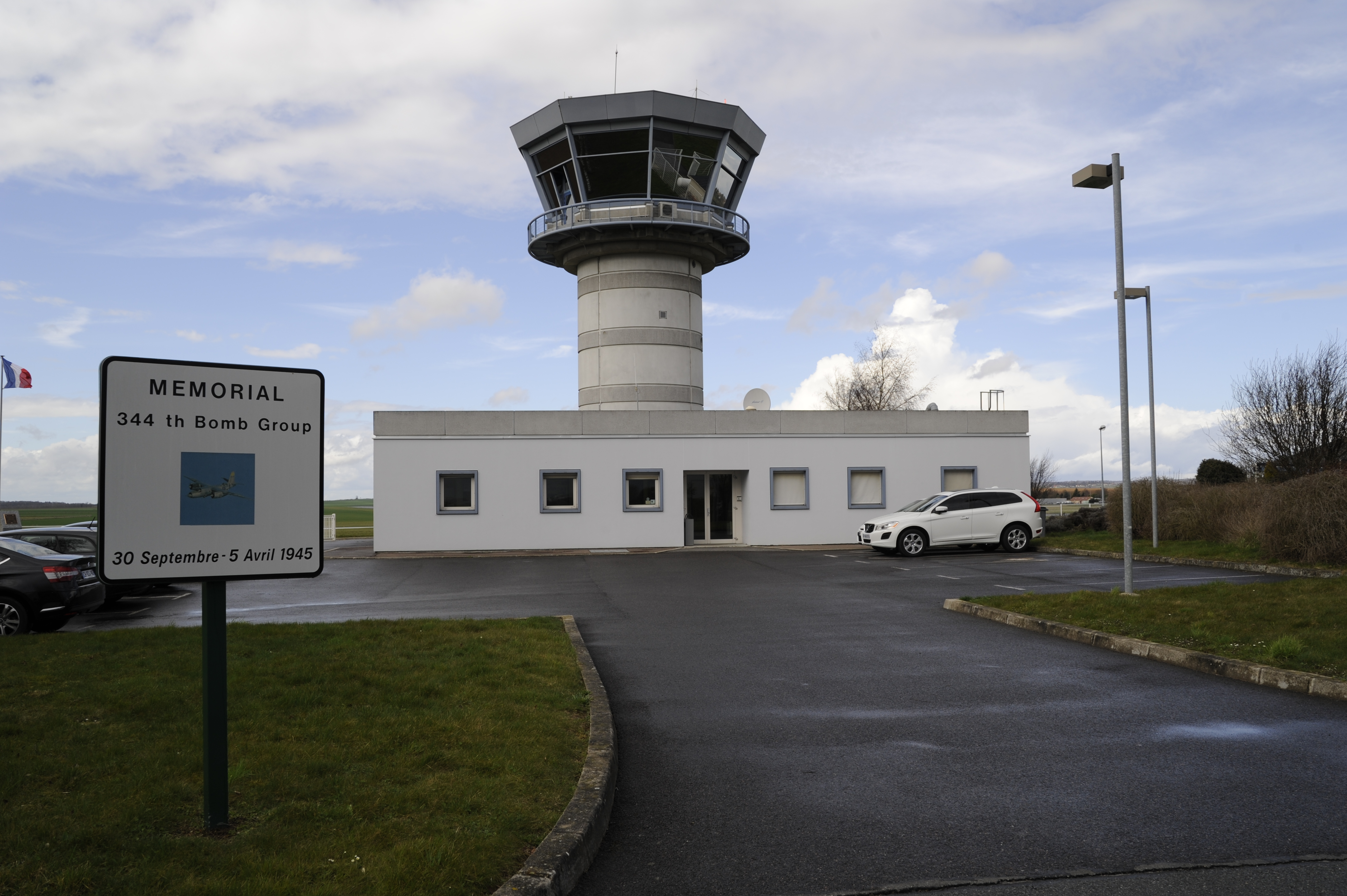
De verkeerstoren